# Comté d'Aurukun
Le comté d'Aurukun est une zone d'administration locale au nord du Queensland sur le golfe de Carpentarie en Australie. Près de 90 % de la population du comté est d'origine aborigène.
Le comté comprend la seule ville d'Aurukun.